# Dziesiąta edycja Seiyū Awards
Dziesiąta edycja Seiyū Awards – ceremonia wręczenia nagród japońskim aktorom głosowym, która odbyła się w dniu 12 marca 2016 roku w Tokio.

## Pierwsza grupa
Zwycięzcy pierwszej grupy, którzy zostali ogłoszeni w dniu ceremonii
| Zwycięzcy                            | Agencja                                                                                 | Postacie                 | Anime                                                 |
| ------------------------------------ | --------------------------------------------------------------------------------------- | ------------------------ | ----------------------------------------------------- |
| Najlepszy aktor pierwszoplanowy      |                                                                                         |                          |                                                       |
| Yoshitsugu Matsuoka                  | I’m Enterprise                                                                          | Kazuto Kirigaya          | Sword Art Online II                                   |
| Yoshitsugu Matsuoka                  | I’m Enterprise                                                                          | Sōma Yukihira            | Kulinarne pojedynki                                   |
| Najlepsza aktorka pierwszoplanowa    |                                                                                         |                          |                                                       |
| Inori Minase                         | Sony Music Artists                                                                      | Jun Naruse               | Kokoro ga sakebitagatterunda.                         |
| Inori Minase                         | Sony Music Artists                                                                      | Yuki Takeya              | Szkolne życie!                                        |
| Najlepsi aktorzy ról drugoplanowych  |                                                                                         |                          |                                                       |
| Ken’ichi Suzumura                    | INTENTION                                                                               | Hirari Abeno             | Śmiech w chmurach                                     |
| Ken’ichi Suzumura                    | INTENTION                                                                               | Iyami                    | Mr. Osomatsu                                          |
| Yoshimasa Hosoya                     | freelancer                                                                              | Orga Itsuka              | Mobile Suit Gundam: Iron-Blooded Orphans              |
| Yoshimasa Hosoya                     | freelancer                                                                              | Ginti                    | Death Parade                                          |
| Najlepsze aktorki ról drugoplanowych |                                                                                         |                          |                                                       |
| Shizuka Itō                          | Ken Production                                                                          | Meiko Shiraki            | Prison School                                         |
| Shizuka Itō                          | Ken Production                                                                          | Minako Aino/Sailor Venus | Sailor Moon Crystal                                   |
| Saori Hayami                         | I’m Enterprise                                                                          | Haruka Ogasawara         | Sound! Euphonium                                      |
| Saori Hayami                         | I’m Enterprise                                                                          | Yukino Yukinoshita       | Yahari ore no seishun rabukome wa machigatteiru. Zoku |
| Najlepsze objawienie wśród aktorów   |                                                                                         |                          |                                                       |
| Yūichirō Umehara                     | Arts Vision                                                                             | Kuroo Hazama             | Young Black Jack                                      |
| Yūichirō Umehara                     | Arts Vision                                                                             | Wakasa                   | Orenchi no Furo Jijō                                  |
| Shunsuke Takeuchi                    | 81 Produce                                                                              | Producer                 | The Idolmaster Cinderella Girls                       |
| Shunsuke Takeuchi                    | 81 Produce                                                                              | Hugo                     | Young Black Jack                                      |
| Ayumu Murase                         | VIMS                                                                                    | Shōyō Hinata             | Haikyū!! 2                                            |
| Ayumu Murase                         | VIMS                                                                                    | Joker                    | Mysterious Joker                                      |
| Najlepsze objawienie wśród aktorek   |                                                                                         |                          |                                                       |
| Sumire Uesaka                        | Space Craft Entertainment                                                               | Fubuki                   | Kantai Collection                                     |
| Sumire Uesaka                        | Space Craft Entertainment                                                               | Anastasia                | The Idolmaster Cinderella Girls                       |
| Rie Takahashi                        | 81 Produce                                                                              | Futaba Ichinose          | Seiyu's Life!                                         |
| Rie Takahashi                        | 81 Produce                                                                              | Kobayashi                | Rampo Kitan: Game of Laplace                          |
| Aimi Tanaka                          | 81 Produce                                                                              | Umaru Doma               | Himouto! Umaru-chan                                   |
| Aimi Tanaka                          | 81 Produce                                                                              | Ryū Yuien                | Lance N' Masques                                      |
| Najlepszy występ muzyczny            |                                                                                         |                          |                                                       |
| Zwycięzca                            | Członkowie                                                                              | Agencja                  | Wytwórnia płytowa                                     |
| iRis                                 | Saki Yamashita (leader) Yū Serizawa Himika Akaneya Yūki Wakai Miyu Kubota Azuki Shibuya | 81 Produce               | Avex Group                                            |
| Najlepsza Osobowość                  |                                                                                         |                          |                                                       |
| Zwycięzca                            | Agencja                                                                                 | Program radiowy          | Stacja radiowa                                        |
| Kenichi Suzumura                     | INTENTION                                                                               | Unison!                  | JOQR                                                  |
| Nagroda za największą ilość głosów   |                                                                                         |                          |                                                       |
| Zwycięzca                            | Zwycięzca                                                                               | Agencja                  | Agencja                                               |
| Hiroshi Kamiya (Hall of Fame)        | Hiroshi Kamiya (Hall of Fame)                                                           | Aoni Production          | Aoni Production                                       |

## Druga grupa
Zwycięzcy Nagród za zasługi/osiągnięcia artystyczne i za synergię, laureaci Nagrody Keia Tomiyamy i Nagrody Kazue Takahashi oraz Nagrody Specjalnej Seiyū Awards zostali ogłoszeni 16 lutego 2016. Zwycięzca Nagrody Kids Family został ogłoszony w dniu ceremonii.
| Nagroda za osiągnięcia artystyczne                                                          |                                                                                             |                |                           |
| Zwycięzcy                                                                                   | Zwycięzcy                                                                                   | Agencja        | Agencja                   |
| Sachiko Chijimatsu                                                                          | Sachiko Chijimatsu                                                                          | 81 Produce     | 81 Produce                |
| Tadashi Nakamura                                                                            | Tadashi Nakamura                                                                            | Haikyō         | Haikyō                    |
| Michiko Nomura                                                                              | Michiko Nomura                                                                              | Ken Production | Ken Production            |
| Nagroda za Synergię                                                                         |                                                                                             |                |                           |
| Zwycięzca                                                                                   | Zwycięzca                                                                                   | Reprezentant   | Agencja                   |
| Chibi Maruko-chan                                                                           | Chibi Maruko-chan                                                                           | Tarako         | Troubadour Musique Office |
| Nagroda Kei Tomiyama                                                                        |                                                                                             |                |                           |
| Zwycięzca                                                                                   | Zwycięzca                                                                                   | Agencja        | Agencja                   |
| Showtaro Morikubo                                                                           | Showtaro Morikubo                                                                           | VIMS           | VIMS                      |
| Nagroda Kazue Takahashi                                                                     |                                                                                             |                |                           |
| Zwycięzca                                                                                   | Zwycięzca                                                                                   | Agencja        | Agencja                   |
| Kikuko Inoue                                                                                | Kikuko Inoue                                                                                | Office Anemone | Office Anemone            |
| Nagroda Kids Family                                                                         |                                                                                             |                |                           |
| Zwycięzca                                                                                   | Zwycięzca                                                                                   | Rola głosowa   | Film                      |
| Pierre Coffin                                                                               | Pierre Coffin                                                                               | Minionki       | Minionki                  |
| Nagroda specialna                                                                           |                                                                                             |                |                           |
| Zwycięzca                                                                                   | Zwycięzca                                                                                   | Agencja        | Wytwórnia płytowa         |
| AŌP Członkowie: Risa Sakurana, Kei Tomoe, Yuki Hirose, Saori Ogino, Aoi Mizuki, i Yui Fukuo | AŌP Członkowie: Risa Sakurana, Kei Tomoe, Yuki Hirose, Saori Ogino, Aoi Mizuki, i Yui Fukuo | AT-X           | ARUTEMATE                 |